# Daniello Bartoli
Daniello Bartoli (Ferrara, 1608 — Roma, 1685) jesuïta, historiador i escriptor italià.
La seva obra principal és Istoria della Compagnia di Gesù (1650-73). Publicà biografies d’alguns jesuïtes i tractats de literatura, de ciències naturals i d'espiritualitat. Fou defensor de Galileo Galilei després de la condemna d’aquest. És considerat un dels clàssics italians.
Jan Miel va dissenyar la portada per «La povertà contenta» (Roma, 1650), de Bartoli.
Juntament amb el seu amic el jesuïta Niccolò Zucchi, possiblement va ser el primer a observar les bandes sobre la superfície del planeta Júpiter el 17 de maig de 1630, i en 1640 va informar sobre taques en Mart. El selenògraf Giovanni Battista Riccioli va nomenar el cràter lunar Bailly, «Bartolus» en honor de Daniello Bartoli (1608-1685) al seu Almagestum novum (1651). El nom no va ser reconegut per la UAI.